# Zonsverduistering van 31 augustus 1932

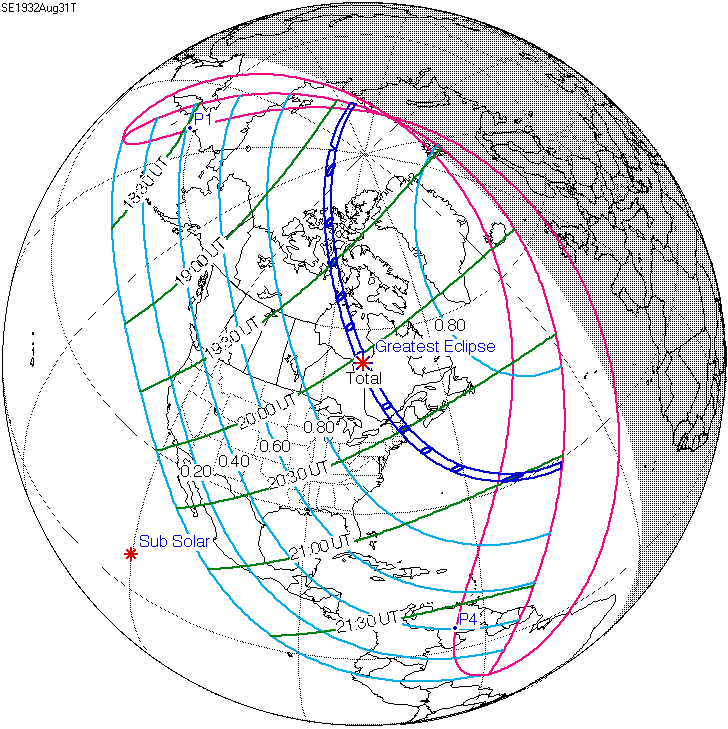
De zonsverduistering was te zien tussen de blauwe lijnen.

De totale zonsverduistering van 31 augustus 1932 trok veel over zee, maar was achtereenvolgens te zien in Canada en de Verenigde Staten.

## Lengte

### Maximum
Het punt met maximale totaliteit lag in Canada nabij de plaats Roggan River en duurde 1m44,7s.

### Limieten
| Fenomeen                    | Code | Tijdstip UTC  |
| --------------------------- | ---- | ------------- |
| Eerste contact bijschaduw   | P1   | 17:44:35.5 UT |
| Eerste contact kernschaduw  | U1   | 19:03:32.0 UT |
| Kernschaduw compleet vanaf  | U2   | 19:05:09.8 UT |
| Bijschaduw compleet vanaf   | P2   | Niet          |
| Maximum eclips              | GE   | 20:03:18.0 UT |
| Bijschaduw compleet t/m     | P3   | Niet          |
| Kernschaduw compleet t/m    | U3   | 21:01:52.4 UT |
| Laatste contact kernschaduw | U4   | 21:03:34.8 UT |
| Laatste contact bijschaduw  | P4   | 22:22:14.1 UT |